# 禍福無門の碑
禍福無門の碑（かふくむもんのひ）は、兵庫県神戸市東灘区住吉本町三丁目3番4号（住吉学園の敷地内）に立地する石碑。1938年（昭和13年）に発生した阪神大水害の記念と後世への訓戒として、1939年（昭和14年）12月に住吉村（当時）が、災害時に付近の山から流出した岩や石などを利用して建立した。
碑の土台上に置かれた岩の表面には、右から左の方向へ「禍福無門」という語が刻まれているため「禍福無門の碑」として知られているが、その建立経緯から単に水害記念碑（すいがいきねんひ）と呼ばれることもある。

## 背景
例年日本の本州南部において、6月末から7月初めは梅雨の季節である。1938年の6月末から7月初めにかけても付近には梅雨前線が停滞しており降雨が続いていた。そのようなところに日本の南の海上にあった熱帯低気圧から暖かく湿度の高い空気が梅雨前線に向けて送り込まれたため、梅雨前線が活発化して各地で豪雨となった。この影響で、例えば同年6月末には関東地方で豪雨となり利根川が氾濫するなどした結果、大きな被害が出た。
同年7月に入ると中部地方や関西地方で雨が激しくなり、神戸市でも7月3日から5日の3日間で457mmの雨量を記録したが、これは瀬戸内海式気候に属する神戸としては多い降水量である。その原因としては、活発化した梅雨前線の影響の他、南から来る暖かく湿度の高い空気が六甲山地にぶつかって上昇気流を生じたことも重なったことが挙げられる。同期間の六甲山上での降雨量は神戸市と比べて150mm以上も多い616mmを記録していた。六甲山地に降った雨は瀬戸内海の方向、つまり神戸の方向へと流れ出し、神戸付近でも広い範囲で様々な災害が発生した。
そもそも六甲山地は風化の進んだ花崗岩という土砂崩れの起こりやすい地質である上に、斜度が30度を超える急斜面が至る所に見られる。さらに明治期以降神戸周辺は人口が増えたために、森が切り開かれて六甲山地の斜面が住宅地に変わっていっていた。そして1938年6月から梅雨前線による降雨が続いていたことで土壌中には水分が多かったことも災いした。これに前述の豪雨が加わり、付近では土砂崩れや水害が各所で発生した。同年7月5日の早朝には1時間に61mmの豪雨が起こり、神戸市内では全ての河川が氾濫し、山の木々や岩を含んだ土石流が神戸の市街地へと押し寄せたのだった。

## 住吉村
禍福無門の碑は、1939年12月に住吉村により建立された。上記のように近隣地域では豪雨による水害や土砂災害が方々で発生したが、住吉村もその例外ではなく、同村は付近を流れる住吉川などの氾濫、さらに六甲山地からの土石流に襲われた。
碑文には、1938年7月5日午前9時30分、それまでの連日の降雨に加えて、この日の早朝の豪雨によって発生した「山津波」つまり土石流に襲われたという記述が見られ、この災害により住吉村だけで33名の死者が出た（「水魔は時余にして33の精霊を呑み」）ということも記載されている。
また災害発生翌日の7月6日に発行された『東京朝日新聞』には「被害の最も激しかった住吉川流域」と記されている。

## 禍福無門の碑
禍福無門の碑は、高さ約3mの石積みの土台の上に、先述の土砂災害の時に山から流れ出してきた約30トンの岩を置いた構造をしており、岩の表面には被災状況を視察した末次信正内務大臣（当時）が揮毫した「禍福無門」の語が刻まれている。土台の高さは住吉川が氾濫して水害になった時の水位が約3mであったことに因み、土台に使用されている石もまた、上記の土石流が付近に運んできたものである。つまり、ひとたび土石流が発生すれば禍福無門の碑に使用されているような岩石が山から流れ出してくるということも警告しているのである。
「禍福無門」の意味は、「悪いことも良いことも特別な門から入ってくるわけではなく人が招くもの。人の心がけで災いにも幸福にもなり得るのだから日々の行動は熟慮の上に行い、また反省することを怠ってはならない。」というものである。水害を例にすると、山の木々を乱伐して坊主山にすれば水害が起こり、逆に山を水源林として守れば水にも困らず豊かに暮らしていけるなど、禍福の原因は自らの行いにあると自覚して常に反省を怠らずに熟慮の上に行動せよといったことになる。